# Alain Blanchard
Alain Blanchard (* um 1380; † 1419 in Rouen) war ein französischer Hauptmann und Kommandant der Bürgerwehr von Rouen während des Hundertjährigen Krieges. Er wurde durch seinen Widerstand gegen die englische Belagerung der Stadt bekannt und gilt in Frankreich als patriotischer Märtyrer.

## Leben
Über die Herkunft und das frühe Leben Alain Blanchards ist wenig bekannt. Er war vermutlich Bürger der Stadt Rouen und stieg während der politischen Unruhen des Hundertjährigen Krieges zum Hauptmann der städtischen Miliz auf.
Als englische Truppen unter König Heinrich V. im Juli 1418 die Belagerung von Rouen begannen, übernahm Blanchard eine führende Rolle bei der Verteidigung der Stadt. Er war insbesondere für die westlichen Stadttore verantwortlich und leitete mehrere Ausfälle gegen die Belagerer. Ihm wird nachgesagt, dass er englische Kriegsgefangene ohne Rücksicht auf diplomatische Konventionen hinrichten ließ – unter anderem durch Erhängen an den Stadtmauern.
Nach mehr als sechs Monaten Belagerung, in denen es zu Hungersnot und schwerem Leid unter der Bevölkerung kam, kapitulierte Rouen am 19. Januar 1419. Auf ausdrücklichen Befehl Heinrichs V. wurde Blanchard noch am selben Tag oder kurz darauf hingerichtet – möglicherweise durch Enthauptung oder Hängen. Die genaue Hinrichtungsart ist nicht überliefert.

## Nachwirkung
Alain Blanchard wurde nach seinem Tod zu einer Symbolfigur des französischen Widerstands gegen die englische Besatzung. Besonders während des 19. Jahrhunderts – im Zuge der romantischen Nationalbewegungen – wurde seine Gestalt literarisch und historisch wiederentdeckt. Dramen, Gedichte und patriotische Darstellungen griffen seine Figur auf. Unter anderem wurde er in einem Theaterstück von Antoine Viellard (Alain Blanchard, 1826) verherrlicht.
In Rouen ist eine Straße nach ihm benannt – die Rue Alain Blanchard – und auch eine Statue existierte zeitweise, wurde aber im Laufe des 19. Jahrhunderts entfernt.

## Rezeption
Blanchard wird bis heute in Frankreich gelegentlich als Beispiel für bürgerlichen Mut und patriotisches Opfer herangezogen. Er steht in einer Reihe mit anderen Märtyrergestalten des Hundertjährigen Krieges wie Jeanne d’Arc und Gilles de Rais – letzterer allerdings mit stark kontrastierender historischer Bewertung.